# Lago Bakhtegan
Il lago Bakhtegan (lingua farsi دریاچۀ بختگان) è un lago salato della provincia di Fars, nel sud dell'Iran. Si trova a circa 160 km. dalla città di Shiraz e a circa 15 km. ad ovest di Neyriz.
Con una superficie di circa 3 500 km², il Bakhtegan è il decimo più grande lago del paese. Viene alimentato dal fiume Kor.

## Bonifica
Numerose dighe realizzate sul fiume Kor hanno ridotto, in maniera significativa, l'apporto d'acqua al lago. Di conseguenza, la sua salinità aumenta e mette in pericolo la vita di alcuni uccelli lacustri come fenicotteri e altri uccelli migratori.